# Strangeland (album)
Pour le film américain de John Pieplow sorti en 1998 voir Strangeland
Albums de Keane
Night Train (EP)
(2010) Cause and Effect
(2019)
Singles
1. Silenced by the Night
Sortie : 13 mars 2012
2. Disconnected
Sortie : 27 avril 2012
3. Sovereign Light Café
Sortie : 23 juillet 2012

Strangeland est le quatrième album studio du groupe de rock alternatif Keane, sorti le 4 mai 2012. C'est le premier album à déclarer le bassiste Jesse Quin comme membre officiel.
Strangeland comprend les singles Silenced by the Night, Disconnected et Sovereign Light Café. Il reçoit de bonnes critiques dans l'ensemble et devient le cinquième album numéro 1 consécutif au Royaume-Uni.

## Singles
Silenced by the Night est sorti en même temps que l'album à travers le monde le 13 mars 2012, excepté pour le Royaume uni où il est sorti le 15 avril 2012, après que la date de sortie ait été avancée au 30 avril 2012. Keane interprète Silenced by the Night pour la première fois le 12 mars lors du « talk-show » américain Jimmy Kimmel Live!. Cette chanson a été envoyée aux États-Unis sur des stations de radio alternatives adultes le 26 mars 2012.
Le second single, Disconnected, est sorti le 27 avril 2012 en Allemagne, en Suisse et en Autriche.
Sovereign Light Café est prêt à être diffusé en tant que troisième single de l'album le 16 juillet 2012.

## Liste des chansons (international)
Toutes les chansons sont écrites et composées par Keane.
| No  | Titre                       | Durée |
| --- | --------------------------- | ----- |
| 1.  | You Are Young               | 3:35  |
| 2.  | Silenced by the Night       | 3:16  |
| 3.  | Disconnected                | 3:57  |
| 4.  | Watch How You Go            | 3:40  |
| 5.  | Sovereign Light Café        | 3:38  |
| 6.  | On the Road                 | 3:56  |
| 7.  | The Starting Line           | 4:12  |
| 8.  | Black Rain                  | 3:46  |
| 9.  | Neon River                  | 4:52  |
| 10. | Day Will Come               | 3:11  |
| 11. | In Your Own Time            | 3:43  |
| 12. | Sea Fog                     | 3:25  |
| 13. | Strangeland (Bonus Track)   | 4:37  |
| 14. | Run With Me (Bonus Track)   | 3:31  |
| 15. | The Boys (Bonus Track)      | 3:33  |
| 16. | It's Not True (Bonus Track) | 3:50  |
| 17. | Myth (Bonus Précommande)    | 4:55  |

## Classement par pays
Le classement par pays est:
| Pays             | Meilleure position | Nbr. semaine |
| ---------------- | ------------------ | ------------ |
| Suisse           | 3                  | 7            |
| Autriche         | 20                 | 4            |
| France           | 11                 | 6            |
| Pays-Bas         | 1                  | 7            |
| Belgique (fla)   | 9                  | 6            |
| Belgique (wal)   | 4                  | 6            |
| Suède            | 38                 | 1            |
| Finlande         | 40                 | 1            |
| Norvège          | 4                  | 6            |
| Danemark         | 9                  | 3            |
| Espagne          | 5                  | 6            |
| Portugal         | 5                  | 5            |
| Australie        | 49                 | 1            |
| Nouvelle-Zélande | 38                 | 1            |
| Royaume-Uni      | 1                  |              |

## Ventes et certifications
Strangeland a été certifié disque d'or au Royaume-Uni le 1er juin 2012, récompensant la vente de plus de 100 000 albums.